# Jan Simoen
Jan Simoen, né le 9 décembre 1953 à Nieuport, est un joueur de football belge, qui évoluait comme attaquant de pointe. Il met un terme à sa carrière professionnelle en 1987, mais continue ensuite à jouer dans les séries provinciales jusqu'en 1997.

## Carrière
Après avoir joué en équipes de jeunes du VV Oostduinkerke, Jan Simoen rejoint les rangs de l'AS Ostende, club de Division 2. Il fait ses débuts en équipe première en 1970. Lors de sa première saison, le club descend en Division 3. Mais malgré ces mauvais résultats sportifs, à seulement 17 ans, il s'impose comme un joueur de base de l'équipe ostendaise. En 1973, le club décroche le titre dans sa série et remonte en Division 2. Il termine vice-champion la saison suivante, permettant au club de remonter en première division. Le club joue trois saisons parmi l'élite avant de devoir redescendre en juin 1977. Toutefois, les bonnes prestations de Simoen ne sont pas passées inaperçues, et il est transféré par le FC Bruges, qui trône sur le football belge depuis plusieurs années.
En arrivant à Bruges, Jan Simoen fait face à la concurrence de joueurs importants comme Raoul Lambert ou Jan Sørensen. Bien qu'il ne soit pas toujours titulaire, il marque régulièrement des buts importants pour le club. Il débute dans l'équipe lors de la finale de la Coupe des clubs champions 1978, perdue par le club face à Liverpool. Il remporte également le titre de champion de Belgique la même année. La saison suivante est plus délicate pour le joueur, qui voit arriver deux concurrents de taille avec Jan Ceulemans et Peter Houtman. Il conserve néanmoins son sens du but, inscrivant quelques goals lors de la saison, mais les résultats du FC Bruges sont moins bons que lors des saisons précédentes. Avec une sixième place en championnat et une finale de Coupe perdue face au Beerschot, le club ne se qualifie pas pour une Coupe d'Europe.
En 1979, après deux ans à Bruges, Jan Simoen rejoint Beveren, le champion en titre. Après une saison moyenne aussi bien pour lui que pour le club, il est transféré au Cercle de Bruges. Il est le plus souvent titulaire, mais le club termine à une modeste 14e place en championnat. Après une saison, il décide alors de retourner en Division 3, et signe à Saint-Nicolas. Dès sa première saison au club, il remporte le titre dans sa série, et remonte en Division 2. Il manque de peu la montée directe en Division 1 la saison suivante. En 1984, soit deux ans après sa montée depuis la D3, le club remporte le titre et retrouve l'élite nationale. L'aventure ne dure qu'une saison, et le club doit redescendre en D2, terminant avant-dernier. Deux ans plus tard, il finit dernier et, empêtré dans des difficultés financières, subit une deuxième rétrogradation administrative, le renvoyant en Promotion.
À la suite de cela, Jan Simoen décide à 34 ans de mettre un terme à sa carrière professionnelle. Il continue à jouer au football dans plusieurs clubs des séries provinciales jusqu'en 1997 quand, à 43 ans, il arrête définitivement le football.

### Palmarès
- 1 fois champion de Belgique en 1978 avec le FC Bruges.
- 1 fois champion de Belgique de Division 2 en 1984 avec Saint-Nicolas.
- 2 fois champion de Belgique de Division 3 en 1973 avec l'AS Ostende et en 1982 avec Saint-Nicolas.